# Helena Dragaš
Helena Dragaš (Servisch: Јелена Драгаш, Grieks: Ἑλένη Δραγάση, ca. 1372 - Constantinopel, 23 maart 1450) was de echtgenote van de Byzantijnse keizer Manuel II Palaiologos. Na diens dood werd ze non en ze wordt in de Oosters-orthodoxe kerken aanbeden als de Heilige Hypomone.

## Biografie
Helena werd geboren als de dochter van de Servische vorst Constantijn Dragaš bij diens eerste vrouw. Op 10 februari 1392 huwde ze met keizer Manuel II Palaiologos. Na de dood van haar echtgenoot in 1425 werd ze een non in het klooster van Kyra Martha waar ze haar kloosternaam aannam. Toen haar zoon Johannes VIII in 1448 overleed steunde Helena Dragaš haar andere zoon Constantijn in diens strijd om het keizerschap. Ze wist Murat II te overtuigen om Constantijn te steunen voor diens claim waarop Constantijn keizer kon worden. Ter ere van haar noemde hij zich Constantijn XI Dragases Palaiologos.
Helena Dragaš overleed op 23 maart 1450 in Constantinopel. Na haar dood werd ze als een heilige aanbeden in de orthodoxe kerk en haar feestdag is op 29 mei, de dag van de Val van Constantinopel. Haar schedel wordt als heilig relikwie aanbeden in het klooster van Sint-Patapios in het Griekse Loutraki.

## Nageslacht
Helena Dragaš  kreeg volgens de Byzantijnse historicus George Sphrantzes de volgende kinderen met Manuel II Palaiologos:
- Een dochter
- Constantijn, jong gestorven
- Johannes (1392-1448), keizer van Byzantium
- Andronikos (-1429), gouverneur van Thessaloniki
- Een tweede dochter
- Theodoros (-1448), despoot van Morea
- Michael, jong gestorven
- Constantijn (1405-1453), keizer van Byzantium
- Demetrios (1407-1470), despoot van Morea
- Thomas (1409-1465), despoot van Morea.